# Bylin
Bylin – wieś w Polsce położona w województwie wielkopolskim, w powiecie poznańskim, w gminie Kleszczewo.
Wieś  szlachecka Bilino położona była w 1580 roku w powiecie poznańskim województwa poznańskiego. W latach 1975–1998 miejscowość administracyjnie należała do województwa poznańskiego.